# Emboscall
Emboscall és una editorial impulsada per Jesús Aumatell des del 1998 amb seu a Vic. Pretén donar sortida a la literatura minoritària o alternativa, amb obres sovint deixades de banda per les editorials comercials i ho fa amb edicions acurades i artesanals. Una de les principals col·leccions, El Taller de Poesia, arribà el 2004 als cent títols amb 'La rosa', de Pep Rosanes-Creus. La tirada de les seves obres és de 200 exemplars de mitjana. El seu catàleg compta amb dotze col·leccions (que inclouen poesia, narrativa, assaig i obres de difícil classificació) i vora quatre-cents títols.
L'any 2010 l'editorial va tancar després de 12 anys d'activitat i prop de tres-cents títols publicats. Les causes del tancament van ser perquè el seu promotor, Jesús Aumatell, que dirigia personalment tot el procés de publicació i venda, considerant-se un editor artesanal es trobava “sense ànim per tirar endavant”.
L'any 2013 l'editorial es va reactivar amb el seu mateix promotor, amb els ànims renovats. La reactivació es va fer tenint en compte que no és una editorial convencional, es dedica a l'edició d'ebooks de difusió no comercial, obres de drets lliures i en la participació en activitats públiques obertes.